# 森の里 (つくば市)

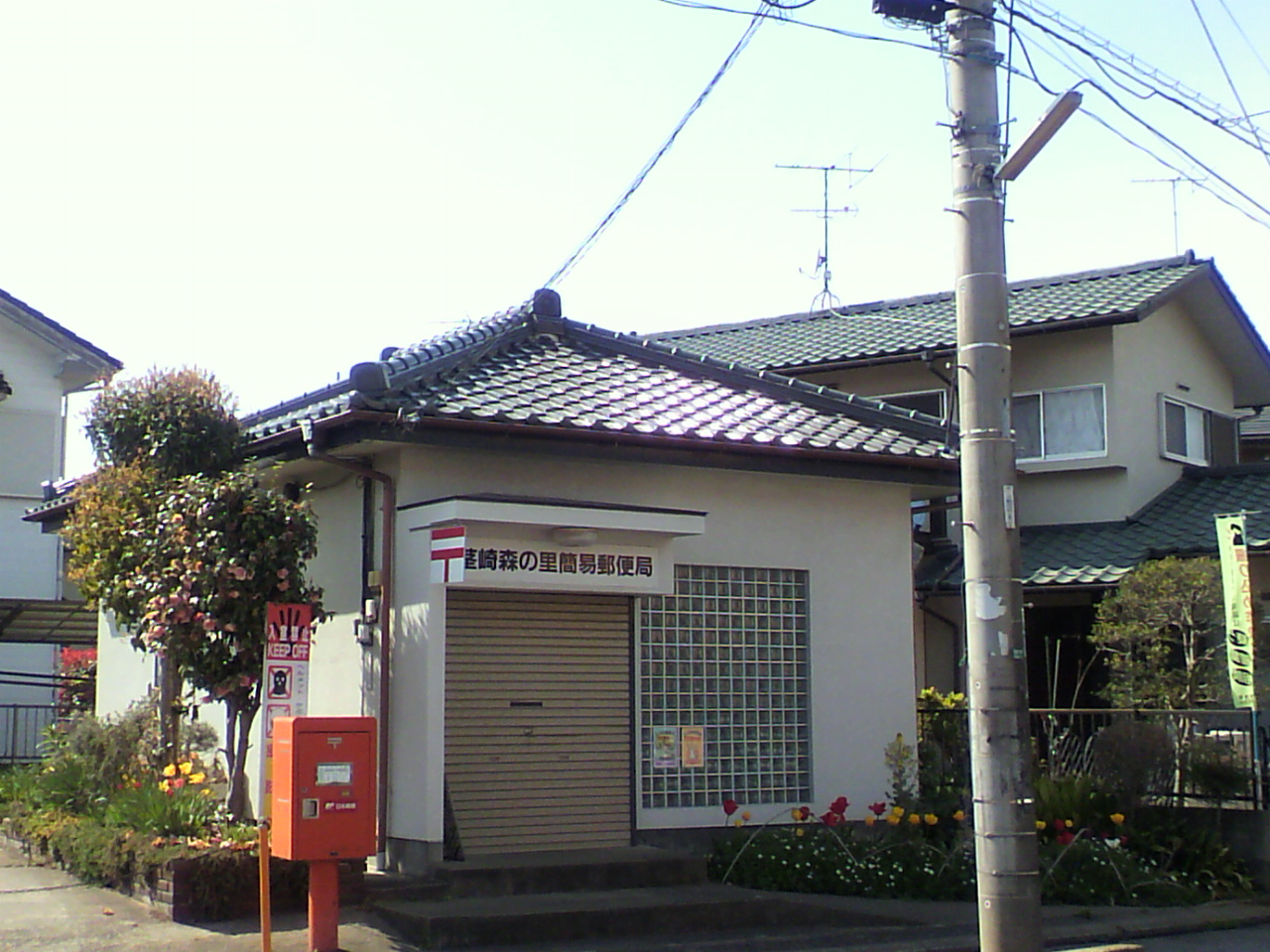
茎崎森の里簡易郵便局

森の里（もりのさと）は茨城県つくば市にある地名。郵便番号は300-1256。

## 概要
つくば市の南部に位置し、筑波研究学園都市周辺開発地区に位置する。
地域内は全域が1970年代に計画的に整備された住宅街となっており、県道野田牛久線が地域の南端を通っている。地域内には茎崎森の里簡易郵便局がある。
東は小茎、西は牛久沼を挟んで茎崎、南は牛久沼を挟んで下岩崎、北は六斗と接している。

## 沿革
- 1972年（昭和47年） - 境界変更により稲敷郡茎崎村が龍ケ崎市佐貫町の一部を編入[2]。稲敷郡茎崎村佐貫町となる。
- 1978年（昭和53年）
  - 7月24日 - 佐貫町を森の里に改称[2]、同時に村内の他の大字の一部を編入[3]。稲敷郡茎崎村森の里となる。
  - 10月23日 - 9月1日に龍ケ崎市から再編入した佐貫町を森の里に編入[2]。
- 1983年（昭和58年）1月1日 - 茎崎村の町制施行により稲敷郡茎崎町森の里となる。
- 2002年（平成14年）11月1日 - 茎崎町がつくば市に編入され、つくば市森の里となる。

### 町名の変遷
| 実施後 | 実施年月日                | 実施前                                               |
| ------ | ------------------------- | ---------------------------------------------------- |
| 森の里 | 1978年（昭和53年）7月24日 | 稲敷郡茎崎村佐貫町・庄兵衛新田（一部）・小茎（一部） |

## 世帯数と人口
2017年（平成29年）8月1日現在の世帯数と人口は以下の通りである。
| 大字   | 世帯数    | 人口    |
| ------ | --------- | ------- |
| 森の里 | 1,309世帯 | 2,959人 |

## 小・中学校の学区
市立小・中学校に通う場合、森の里全域が茎崎第三小学校、茎崎中学校となる
。

## 施設
- 茎崎森の里簡易郵便局